# Martha Minerva Franklin
Martha Minerva Franklin (* 29. Oktober 1870 in New Milford (Connecticut); † 26. September 1968 in New Haven (Connecticut)) war eine afroamerikanische Krankenschwester und sowohl Gründungsmitglied als auch die erste Präsidentin der National Association of Colored Graduate Nurses (NACGN).
Martha Minerva Franklin wurde am 29. Oktober 1870 als Tochter von Mary E. Gauson und dem ehemaligen Unionssoldaten Henry J. Franklin in New Milford (Connecticut) geboren. Franklin besuchte die Woman's Hospital Training School for Nurses of Philadelphia und schloss ihre Ausbildung im Dezember 1897 als einzige Schwarze ihres Jahrgangs ab. Nach ihrem Examen arbeitete sie zunächst in Meridien als private Krankenschwester, ehe sie nach New Haven zog, und begann sich in der schwarzen Bürgerrechtsbewegung zu engagieren.
Zwischen 1906 und 1908 untersuchte Franklin die Formen und das Ausmaß der Benachteiligungen und Diskriminierung, die schwarze Pflegekräften widerfuhren, und erkannte, dass die farbigen Schwestern eine eigene Organisation benötigten, um dies zu bekämpfen. Gemeinsam mit Adah Belle Thoms organisierte sie 1908 das erste Treffen der schwarzen Pflegekräfte in New York City und gründete mit den 52 Teilnehmerinnen die National Association of Colored Graduate Nurses. Franklin wurde zu der ersten Präsidentin der NACGN.
Franklin zog 1920 nach New York und absolvierte einen postgraduierten Kurs am Lincoln Hospital. Mit 58 Jahren begann sie ein zweijähriges Studium am Columbia University's Teachers' College, um sich als Pflegekraft im öffentlichen Gesundheitswesen zu qualifizieren. Nachdem sie viele Jahre in New York gelebt und gearbeitet hatte, zog sie schließlich nach New Haven, um dort bei ihrer Schwester zu leben. Dort starb Franklin am 26. September 1968. Posthum wurde sie 1976 in die American Nurses Association Hall of Fame aufgenommen, 2009 folgte die Aufnahme in die Connecticut Women's Hall of Fame.